# 乌斯季阿巴坎
乌斯季阿巴坎（羅馬化：Ustʹ-Abakan；哈卡斯语：Ағбан пилтірі）是俄罗斯哈卡斯共和国的市级镇、乌斯季阿巴坎区行政中心，地处哈卡斯共和国东部，位于叶尼塞河上的克拉斯诺亚尔斯克水库西南岸，在共和国首府阿巴坎北偏西方，与克拉斯诺亚尔斯克边疆区隔河相望。R257公路（叶尼塞公路）从镇西侧经过，把该镇与西边的切尔诺戈尔斯克市分隔开。
该地2021年人口有14,966人；2010年人口14,578；2002年人口14,913；1989年人口15,831。